# Estatua ecuestre de Theodoros Kolokotronis

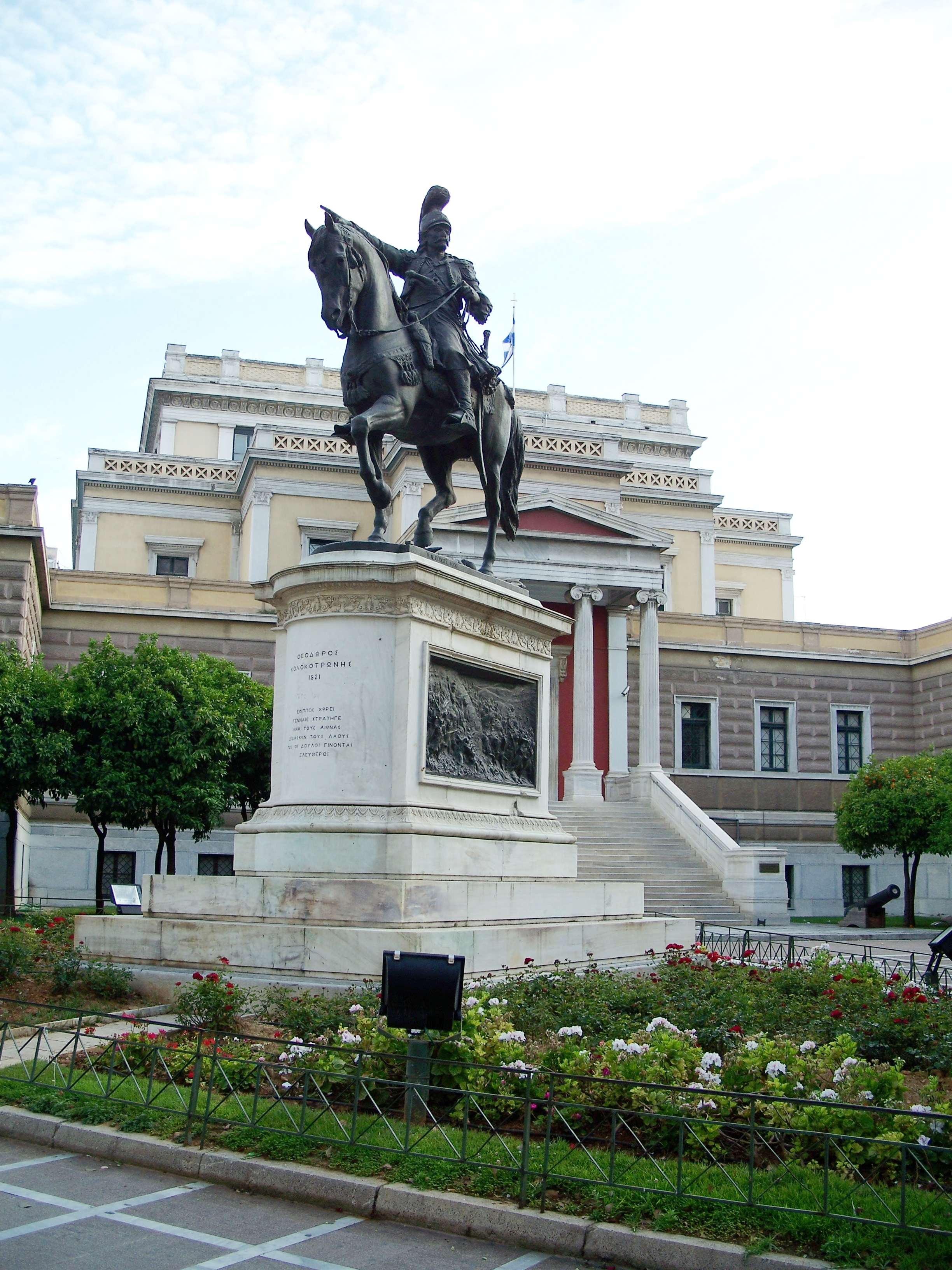
Estatua ecuestre de Theodoros Kolokotronis, en Atenas

La estatua ecuestre de Theodoros Kolokotronis es una obra del escultor Lazaros Sochos (1862 - 1911) ubicada en Atenas, Grecia. Está frente al edificio del antiguo parlamento que hoy es ocupado por el Museo Histórico Nacional de Grecia.
Fue realizada en 1900 en París. El monumento se inauguró en su ubicación actual en 1904